# Robert Leslie Brown
Hon. Robert Leslie Brown (* 1950 oder 1951 in Leichhardt, New South Wales) ist ein australischer Wirtschaftsmanager, Unternehmer und Politiker der Shooters, Fishers and Farmers Party (SFF), der unter anderem von 2005 bis 2019 Vorsitzender der SFF und zwischen 2006 und 2019 Mitglied im Parlament von New South Wales war.

## Leben
Robert Leslie Brown begann nach dem Schulbesuch 1966 eine Berufsausbildung zum Anlagenmechaniker auf der Cockatoo Island Dockyard Pty Ltd, einer zum Vickers-Konzern gehörenden Werft und war dort nach einem Maschinenbaustudium am Sydney Technical College, das er mit einem Certificate of Mechanical Engineering beendete, bis 1978 als Geschäftsführer tätig. Er wurde 1973 Mitglied (Fellow) des Instituts für Unternehmensdirektoren (Australian Institute of Company Directors) und absolvierte zudem ein Studium der Betriebswirtschaftslehre an der University of New England (UNE), das er mit einem Certificate of Business Administration abschloss. 1978 wechselte er zur Lendlease Group, eine Bau- und Immobiliengesellschaft mit Sitz in Sydney, und bekleidete dort bis 1985 zahlreiche Funktionen als Manager. Er wurde 1980 ordentliches Mitglied des Ingenieurwissenschaftlichen Instituts Institute of Engineers Australia, dem heutigen Engineers Australia EA, sowie ferner 1985 assoziiertes Mitglied des Australian Institute of Management. Danach war er von 1985 bis 1989 Manager der Niederlassung des Baustoffunternehmens James Hardie Environmental Mechanical Services im Bundesstaat New South Wales sowie zwischen 1989 und 2006 Direktor des Unternehmens QVS Property Maintenance Pty Ltd. Er erwarb zudem eine Handels-Zertifikat am TAFE Meadowbank, eine im Bereich der Technischen Fort- und Weiterbildung TAFE (Technical and further education) tätigen Schulungszentrums in Meadowbank. Er wurde 1997 Direktor des Familienunternehmens Sondaze Pty Ltd ATF Brown Family Trust und war ferner zwischen 2001 und 2006 Direktor des Unternehmens QVS Services Pty Ltd.
Daneben begann Robert Leslie Brown, der Mitglied auf Lebenszeit der Sportschützenvereinigung SSAA (Sporting Shooters Association of Australia) ist, in den 1990er Jahren sein Engagement in der am 2. Mai 1992 gegründeten Shooters, Fishers and Farmers Party (SFF), die insbesondere als regionale Partei in den Bundesstaaten New South Wales und Tasmanien in erster Linie mehr Mittel und Dienstleistungen für das ländliche und regionale Australien, den Schutz des Rechts auf Landwirtschaft, die Verbesserung der kommerziellen und Freizeitfischerei, härtere Strafen für den illegalen Handel und Gebrauch von Schusswaffen und eine Lockerung der Waffenkontrolle für gesetzestreue Bürger befürwortet. Er war zwischen 1994 und 2004 Mitglied des Vorstandes der SFF in New South Wales und zugleich Präsident der Australian Deer Association, des Australischen Hirschverbandes, in New South Wales. Als Nachfolger des aus der Partei ausgetretenen David Leyonhjelm wurde er am 26. Februar 2006 Vorsitzender der SFF und bekleidete diese Funktion bis 2019, woraufhin Mark Banasiak ihn ablöste.
Nachdem der Gründer und langjährige Vorsitzende der SFF John Tingle auf sein Parlamentsmandat verzichtet hatte, wurde Brown am 3. Mai 2006 erstmals Mitglied im Parlament von New South Wales und gehörte dem Legislativrat (NSW Legislative Council), dem Oberhaus des Parlaments, bis zum 1. März 2019 an. Während seiner Parlamentszugehörigkeit war er zwischen dem 24. November 2009 und dem 10. Dezember 2010 Vorsitzender des Sonderausschusses für Freizeitfischerei (Select Committee on Recreational Fishing) sowie vom 18. November 2011 bis zum 23. Februar 2012 Vorsitzender eines Sonderausschusses zur Untersuchung eines Unfalls beim Chemie- und Sprengstoffunternehmen Orica auf Kooragang Island (Select Committee on the Kooragang Island Orica chemical leak). Er war ferner zwischen dem 30. Mai 2011 und dem 6. März 2015 Vorsitzender des Ständigen Ausschusses für allgemeine Angelegenheiten (General Purpose Standing Committee) sowie vom 26. März bis zum 26. Juni 2016 Vorsitzender eines Sonderausschusses zum Verkauf des Currawong Beach in Pittwater. Nach den NSW-Landeswahlen am 24. März 2007 ersuchte der neu gewählte Abgeordnete Rob Stokes den Bundesumweltminister Malcolm Turnbull und den NSW-Umweltminister Phil Koperberg um die Zusicherung, dass sie ihre gesetzlichen Befugnisse zum Schutz von Currawong Beach nutzen. Diese Zusicherungen wurden insbesondere dazu abgegeben, dass keine Straße durch den Nationalpark gebaut würde, um das Gelände mit der West Head Road zu verbinden, wobei die abschließende Entscheidung beim Bundesminister für Planung Frank Sartor lag. Am 7. November 2007 stimmte der NSW Heritage Council dafür, Currawong in das NSW State Heritage Register aufzunehmen, wobei die Auflistung am 12. Mai 2009 veröffentlicht wurde. Currawong wurde 2011 von der Landesregierung gekauft, die 2015 die Gründung des Currawong State Park ankündigte.
Er war zuletzt vom 14. Mai 2015 bis zum 1. März 2019 Vorsitzender des Fachausschusses für Industrie und Verkehr (Portfolio Committee on Industry and Transport) sowie daneben in Personalunion zwischen dem 15. März 2018 und dem 1. März 2019 auch Vorsitzender des Ausschusses für öffentliche Arbeiten (Public Works Committee). 	